# Останній куплет
«Останній куплет» (ісп. El último cuplé) — іспанський мелодраматичний музичний фільм 1957 року режисера Хуана де Ордунья з Сарою Монтьєль, Армандо Кальво та Енріке Вера у головних ролях. Один з найприбутковіших фільмів, що залишив знаковий слід у історії іспанського кінематографу та започаткував наступні фільми з участю головної героїні — Сари Монтьєль, яка стала найбільш високооплачуваною акторкою в Іспанії.

## Сюжет
Забута співачка Марія Лухан (Сара Монтьєль) виступає в занедбаному кабаре в Барселоні, до якого випадково зайшов Хуан Контрерас (Армандо Кальво), який колись заохотив її стати співачкою, відкрив її для публіки, і вона стала знаменитою. Марія починає згадувати своє колишнє життя зі своєю тіткою, яка не схвалювала її роман з молодим годинникарем Кандідо (Хосе Морено). Ставши знаменитою Марія гастролює по Іспанії та Америці, а потім оселяється в Парижі. Після повернення до Мадриду, вона закохується в дуже молодого тореадора …

## Ролі виконують
- Сара Монтьєль — Марія Лухан
- Армандо Кальво — Хуан Контрерас
- Енріке Вера  — Пепе Моліна
- Юлія Мартінес[es] — Тріні
- Матильда Муньос Сампедро[es] — Пака
- Рафаела Апарісіо — співачка

## Навколо фільму
- Створення фільму відбувалося в дуже скрутних фінансових обставинах. Щоб заощадити, деякі декорації були зроблені з картону, а деякий одяг — з паперу. Сара Монтьєль, яка звикла до щедрого фінансування зйомок у Мексиці та Голлівуді, була стривожена такими обмеженнями, а її чоловік, режисер Ентоні Манн, вважав, що фільм приречений на провал.
- Пісні, що звучать у фільмі, мала співати не Сара Монтьєль, а професійна співачка, яка вимагала заплатити їй авансом за свої послуги. Однак, продюсер-режисер Хуан де Ордунья не зміг отримати гроші, тому не зміг їй заплатити. Тоді Сару викликали до студії і вона записала всі пісні за один день. Голос і стиль Сари стали головним визначальним досягненням фільму.
- Фільмування кінострічки «Останній куплет» відбувалося в Барселоні, і Сара Монтьєль, не чекаючи прем’єри, повернулася до США, де знімалася в фільмі Політ стріли, тому успіх іспанського фільму здивував її в Америці.
- Фільм «Останній куплет» був найкасовішим фільмом іспанського кіно 1950-х років. Понад рік його демонстрували на екранах не тільки в Іспанії, але й по всій Європі та Латинській Америці. Сара Монтьєль стала зіркою світової величини.

## Нагороди
- 1958 Нагорода Товариства кіносценаристів Іспанії[es]:[1]
  - Медаль Товариства кіносценаристів Іспанії за найкращу жіночу роль[es] — Сара Монтьєль
  - Медаль Товариства кіносценаристів Іспанії найкращому операторові — Хосе Фернандес Аґуайо[es]

- 1957 Премія Національного союзу видовищ Іспанії (National Syndicate of Spectacle, Spain):
  - за найкращий фільм